# Arquipélago de Recherche
O Arquipélago de Recherche (Archipelago of the Recherche) é um grupo de 105 ilhas da Austrália.

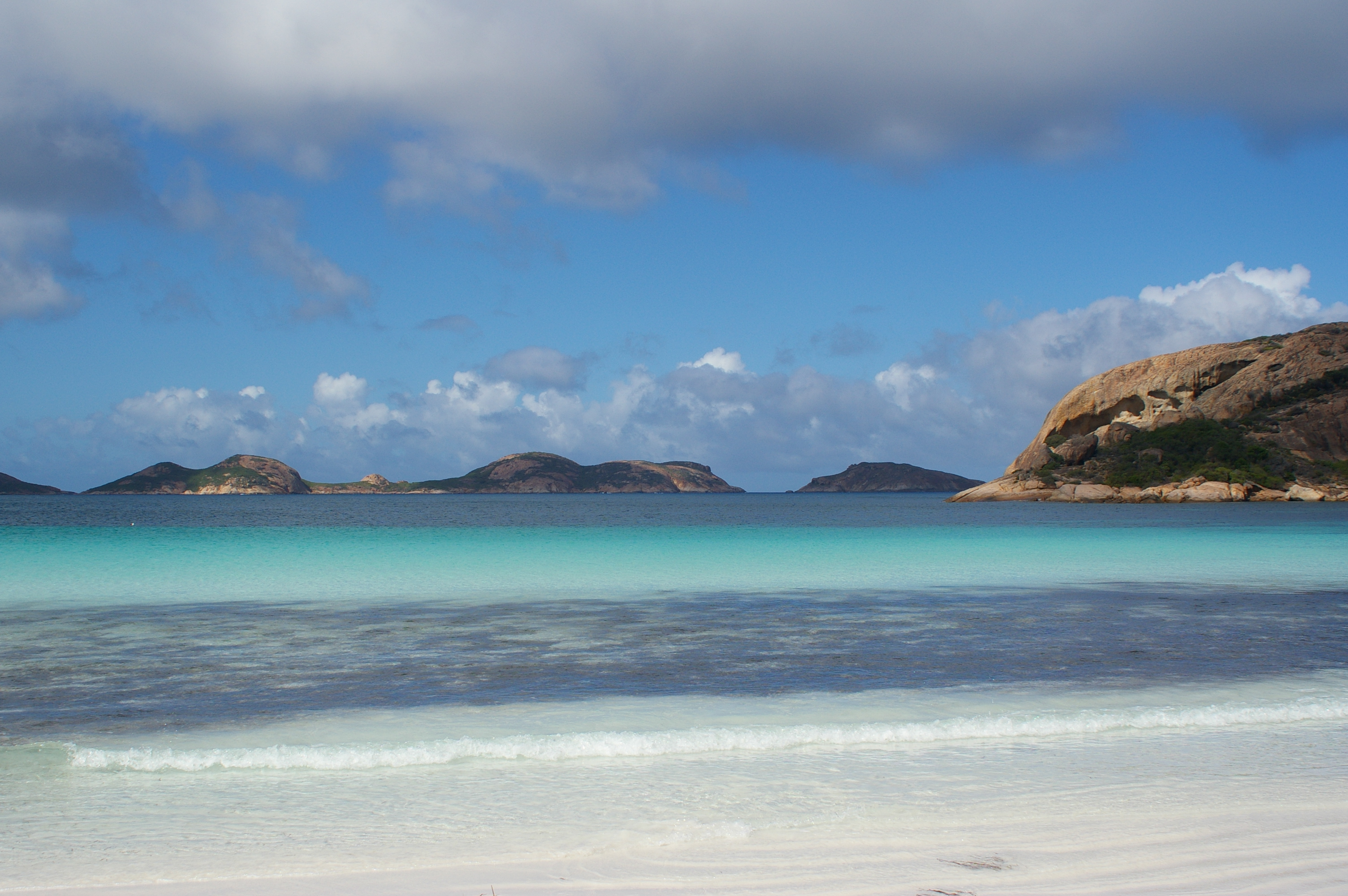

Foi descoberto pelos europeus quando Francois Thijssen e Pieter Nuyts, navegando no Gulden Zeepaert, as avistaram e exploraram a zona em 1627, e redescoberto em 1791.

## Literatura
- Australian Geographical Society (1952–1954). Expedition to the Archipelago of the Recherche, Western Australia. Australian Geographical Society reports. no.1 (7 reports in 4 volumes)
  - pt. 1a. General history by J.M. Bechervaise—pt. 1b. Physiography by R.W. Fairbridge and V.N. Serventy—pt. 2. Birds  by V.N. Serventy—pt. 3. Plants, 3a. Land flora  by J.H. Willis, 3b. Marine algae by H.B.S. Womersley—pt. 4. Mammals  by V. N. Serventy—pt. 5. Reptiles and frogs  by L. Glauert—pt. 6. Spiders and opiliones  by Barbara York Main—pt. 7. Molluscs (sea shells and snails) by J. Hope Macpherson.
- Kendrick, G. (et al.) (2005) Characterising the fish habitats of the Recherche Archipelago Crawley, W.A. University of Western Australia. Fisheries Research and Development Corporation. ISBN 1-74052-122-6 "Fisheries Research and Development Corporation report, project no. 2001/060."
- Thomson-Dans, Carolyn, Kendrick, Gary and Bancroft, Kevin (2003) Researching the Recherche.Landscope (Como, W.A), Winter 2003, p. 6-8,